# Brienzersee
Der Brienzersee liegt als Alpenrandsee im Berner Oberland eingebettet zwischen den Teilgebirgen der Emmentaler und Berner Alpen im Schweizer Kanton Bern. Seine steilen Ufer setzen sich auch unter dem Wasserspiegel fort, so dass kaum Flachwasserzonen existieren.

## Geografie
Der See wird von der Aare durchflossen. Daneben münden eine Vielzahl kleinerer Bäche in den See. Nennenswert sind die Giessbachfälle, die sich in vierzehn Stufen in den Brienzersee hinunterstürzen. Der See ist 14 km lang und 2,8 km breit. Seine Fläche beträgt 29,8 km², die maximale Tiefe ist 260 m. Der Inhalt beträgt rund 5,2 km³. Bei Normalwasserstand liegt der Seespiegel auf 564 m ü. M. Das Einzugsgebiet umfasst eine Fläche von 1127 km².
250 Meter vor Iseltwald liegt die einzige kleine Insel des Sees, das Schnäggeninseli (hochdeutsch: Schneckeninselchen). Sie gehört zur Gemeinde Iseltwald; auf ihr befinden sich eine Kapelle und ein Grillplatz.
An seinem nördlichen Ufer liegt das namengebende Dorf Brienz. An seinem südwestlichen Ende, eingebettet zwischen Thuner- und Brienzersee, liegt das Bödeli mit den Gemeinden Interlaken, Matten, Unterseen und Bönigen. Am Südostufer liegt beim Giessbach das Grandhotel Giessbach, das vom See aus zu sehen ist. Weitere Uferorte am Nordwestufer sind von Ost nach West: Ebligen, Oberried, Niederried und Ringgenberg mit Goldswil.
Der Brienzersee ist der Ostteil des ehemaligen Wendelsees.

## Zuflüsse
- Zuflüsse des Brienzersees

## Nutzungen
Der See ist nährstoffarm und einer der saubersten in der Schweiz. Die Fischerträge sind daher nicht sehr gross, aber die Brienzerseefische, insbesondere die Egli, gelten als regionale Delikatesse. Der Gesamtertrag betrug im Jahr 2001 10'078 kg. Im Weiteren finden sich im Brienzersee und im Thunersee 7 Arten endemischer Felchen. Seit 1952 werden von der Eawag systematisch Schuppen der Fische gesammelt. Damit lässt sich das Erbgut vergleichen.
Die Schifffahrt wurde 1562 erstmals durch die Herren der Stadt Bern geregelt. Bis ins zwanzigste Jahrhundert dominierte aufgrund der Topografie der Seeverkehr. 1835 fuhr das erste Dampfschiff auf dem nahen Thunersee. Ein Hotelier in Kienholz beschaffte daraufhin einen kleinen Dampfer für den Brienzersee; ab 1839 verkehrt er umbenannt in «Giessbach» zwischen Interlaken und Brienz mit Halt in Giessbach. Heute betreibt die BLS Schifffahrt eine Flotte von fünf Schiffen, darunter ist der Schaufelraddampfer Lötschberg mit Baujahr 1914. Weiterhin fährt auf dem See das Schiff Lord Baden Powell der Pfadibewegung Schweiz, das auch unter dem Namen Täggelibock bekannt ist.

### Schiffländten
Orte mit Schiffländte der Personenschifffahrt, von Osten nach Westen, sowie an der Aare:
| Name                          | ⊙                                           | Abk. | Lage                                                       | Bild | Anmerkungen |
| ----------------------------- | ------------------------------------------- | ---- | ---------------------------------------------------------- | ---- | ----------- |
| Brienz (See)                  | !508.0383775546.7537885 46.753788 8.038377  | BRZS | Brienz, bei Bahnhof Brienz, Talstation Brienz-Rothorn-Bahn | 2007 |             |
| Brienz Dorf                   | !508.0294645546.7540335 46.754033 8.0294644 | BRZD | Brienz                                                     | 2014 |             |
| Giessbach (See)               | !508.0194225546.7348555 46.734855 8.019422  | GIES | Giessbach, bei Talstation Giessbachbahn                    |      |             |
| Wildbach (See)                | !508.0085835546.7553685 46.755368 8.008583  | WIBA | Brienz                                                     | BW   |             |
| Oberried am Brienzersee (See) | !507.9628415546.7366235 46.736623 7.962841  | OABS | Oberried am Brienzersee                                    | BW   |             |
| Iseltwald (See)               | !507.9626935546.7118745 46.711874 7.962693  | ISEL | Iseltwald                                                  | 2014 |             |
| Niederried (See)              | !507.9323125546.7177775 46.717777 7.932312  | NRS  | Niederried bei Interlaken                                  | BW   |             |
| Ringgenberg (See)             | !507.8984275546.7014355 46.701435 7.898427  | RINS | Ringgenberg                                                | BW   |             |
| Bönigen                       | !507.8981765546.6894145 46.689414 7.898176  | BOEN | Bönigen                                                    | BW   |             |
| Goldswil (See)                | !507.8793925546.6938715 46.693871 7.879392  | GOLD | Goldswil, an der Aare                                      | BW   |             |
| Interlaken Ost (See)          | !507.8692615546.6917215 46.691721 7.869261  | IOS  | Interlaken, an der Aare, bei Bahnhof Interlaken Ost        | 2017 |             |

## Galerie

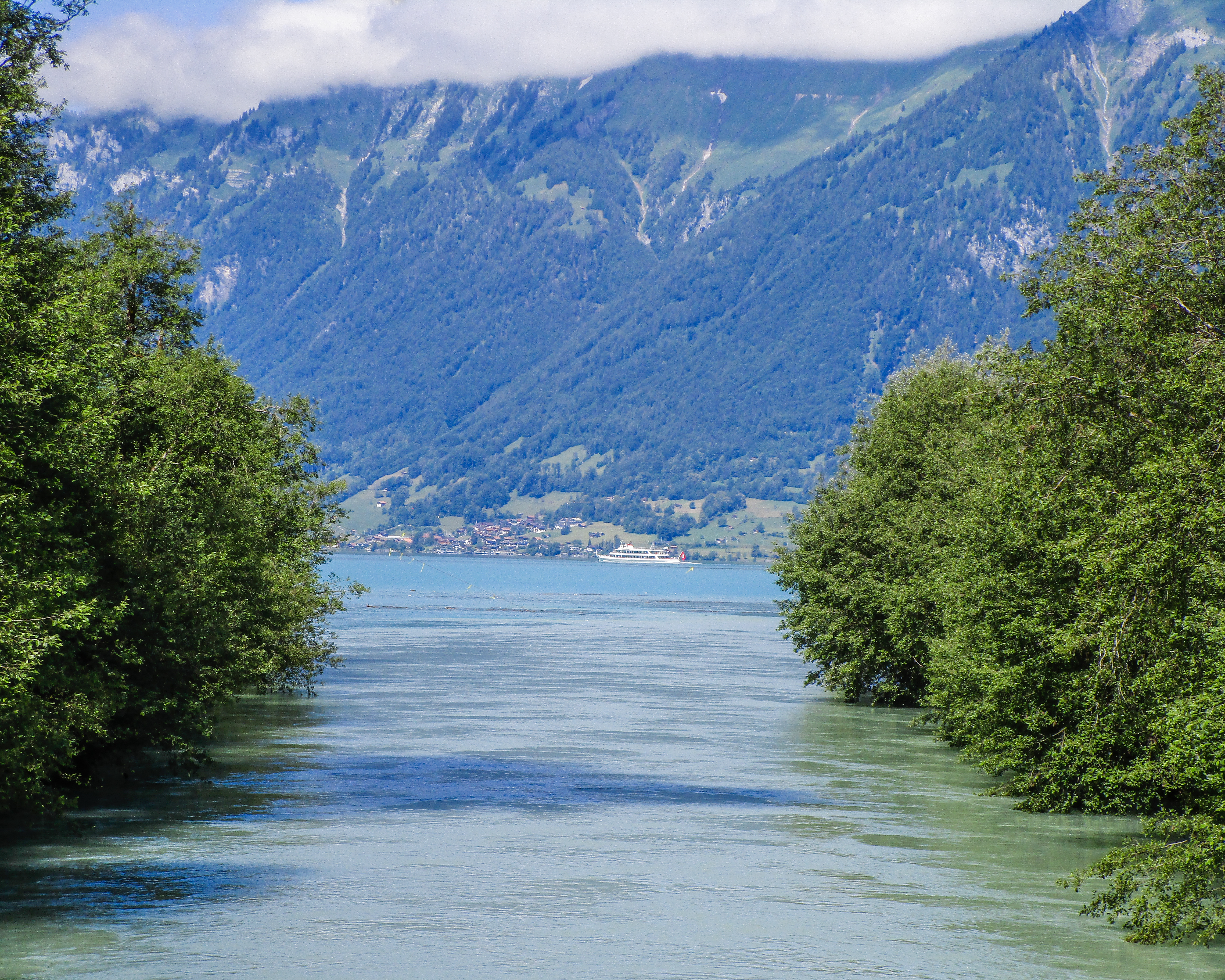
Mündung der Aare in den Brienzersee
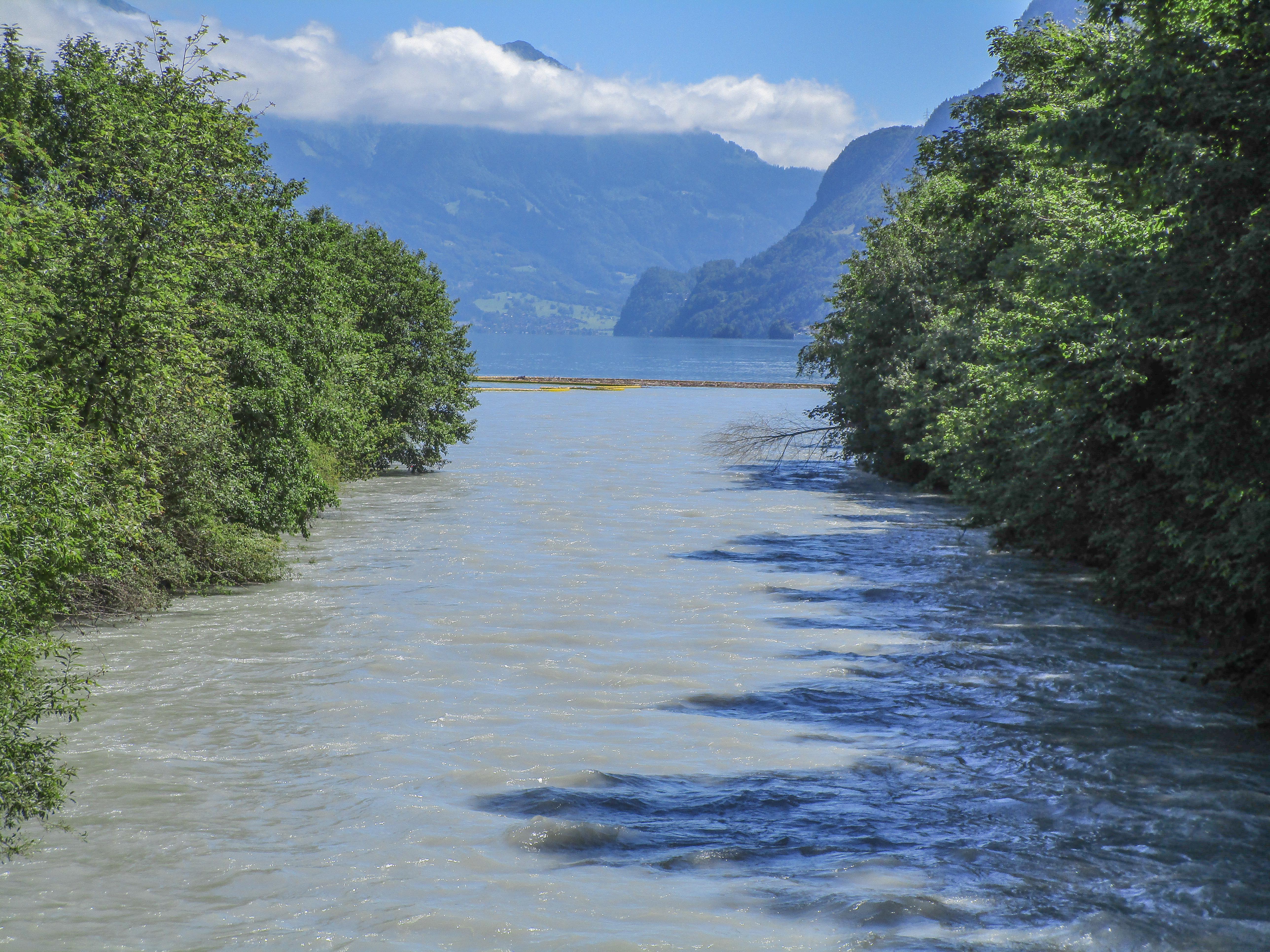
Mündung der Lütschine in den Brienzersee
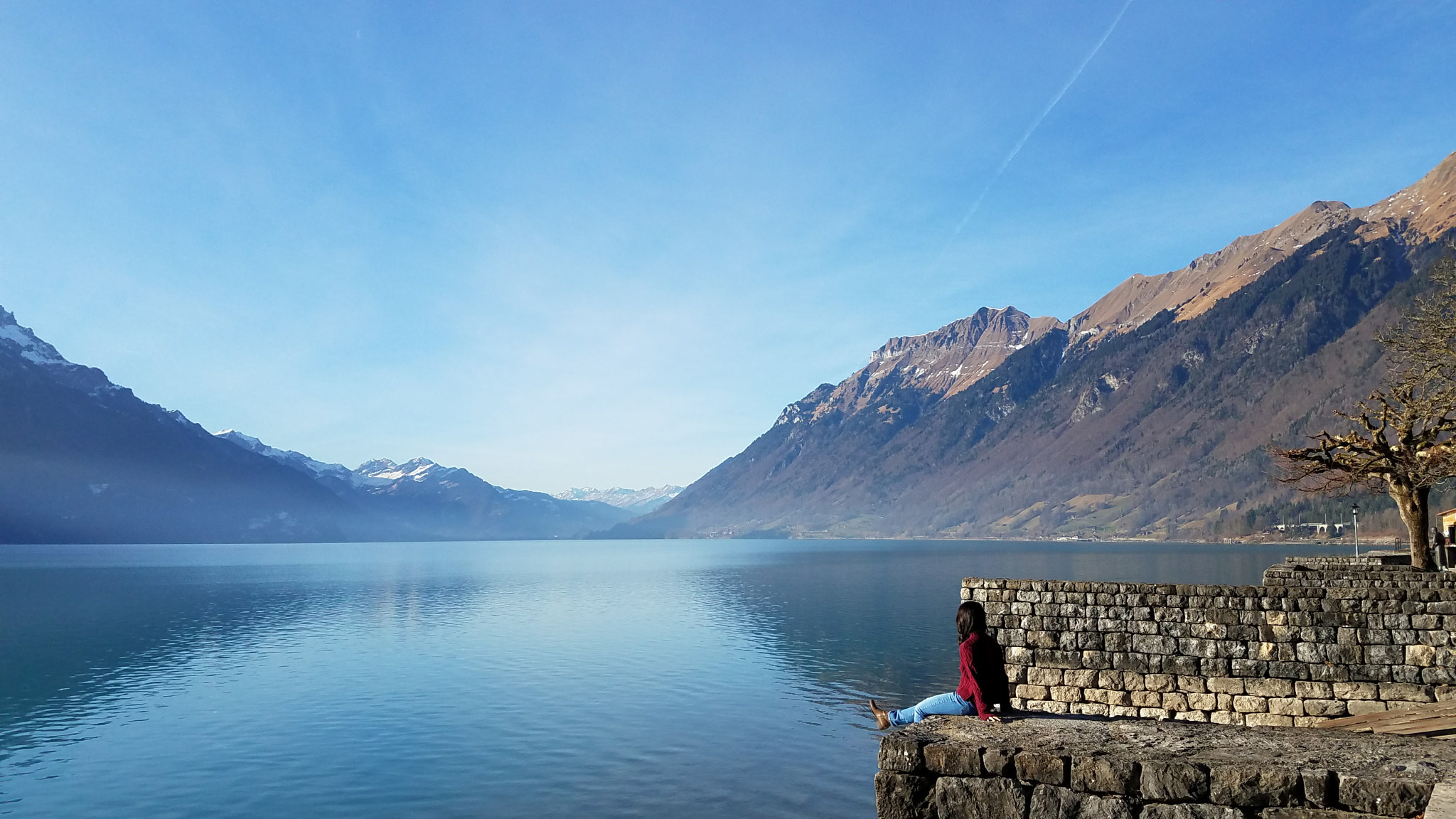
Brienzersee westwärts
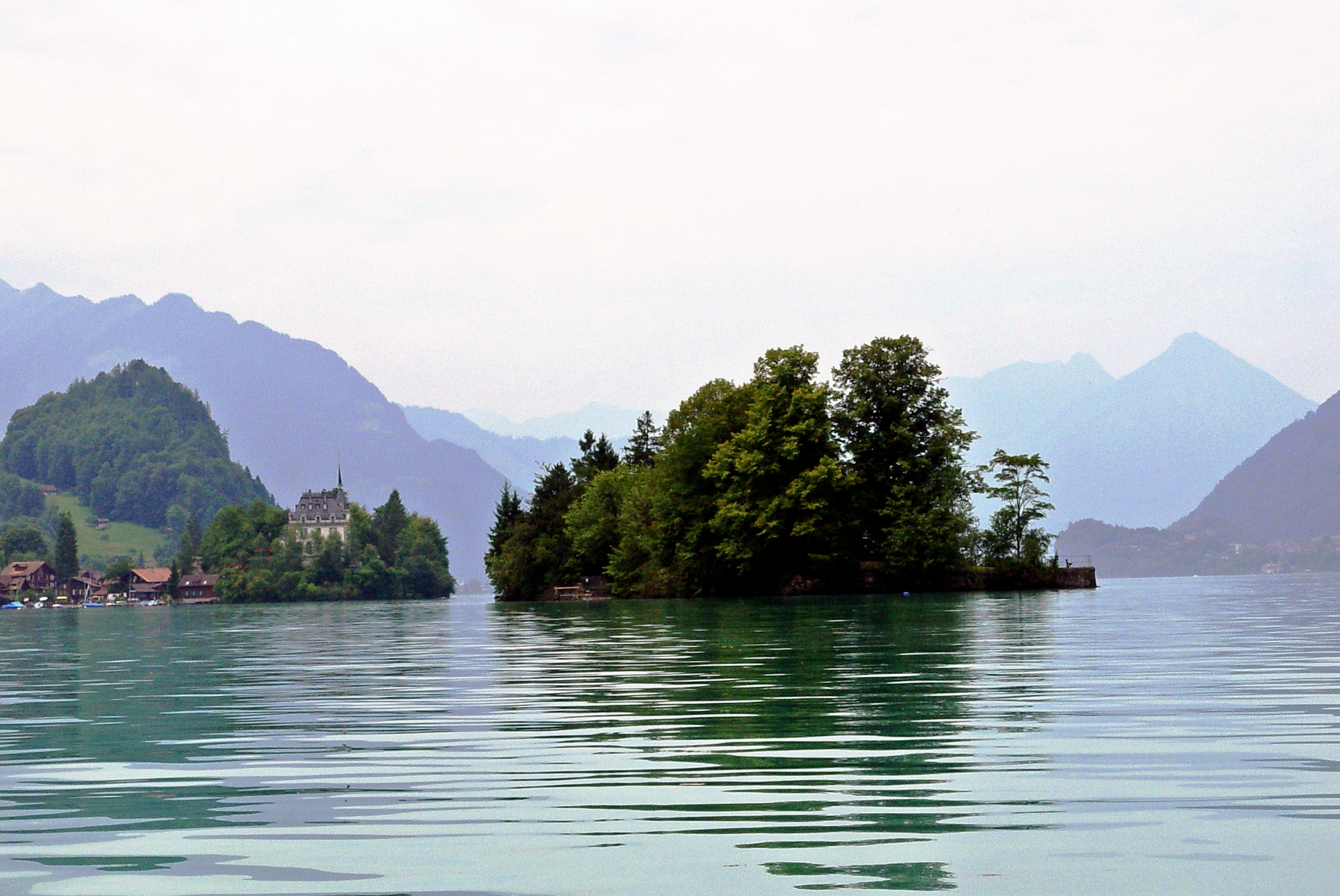
Blick auf die Schneckeninsel und Iseltwald links
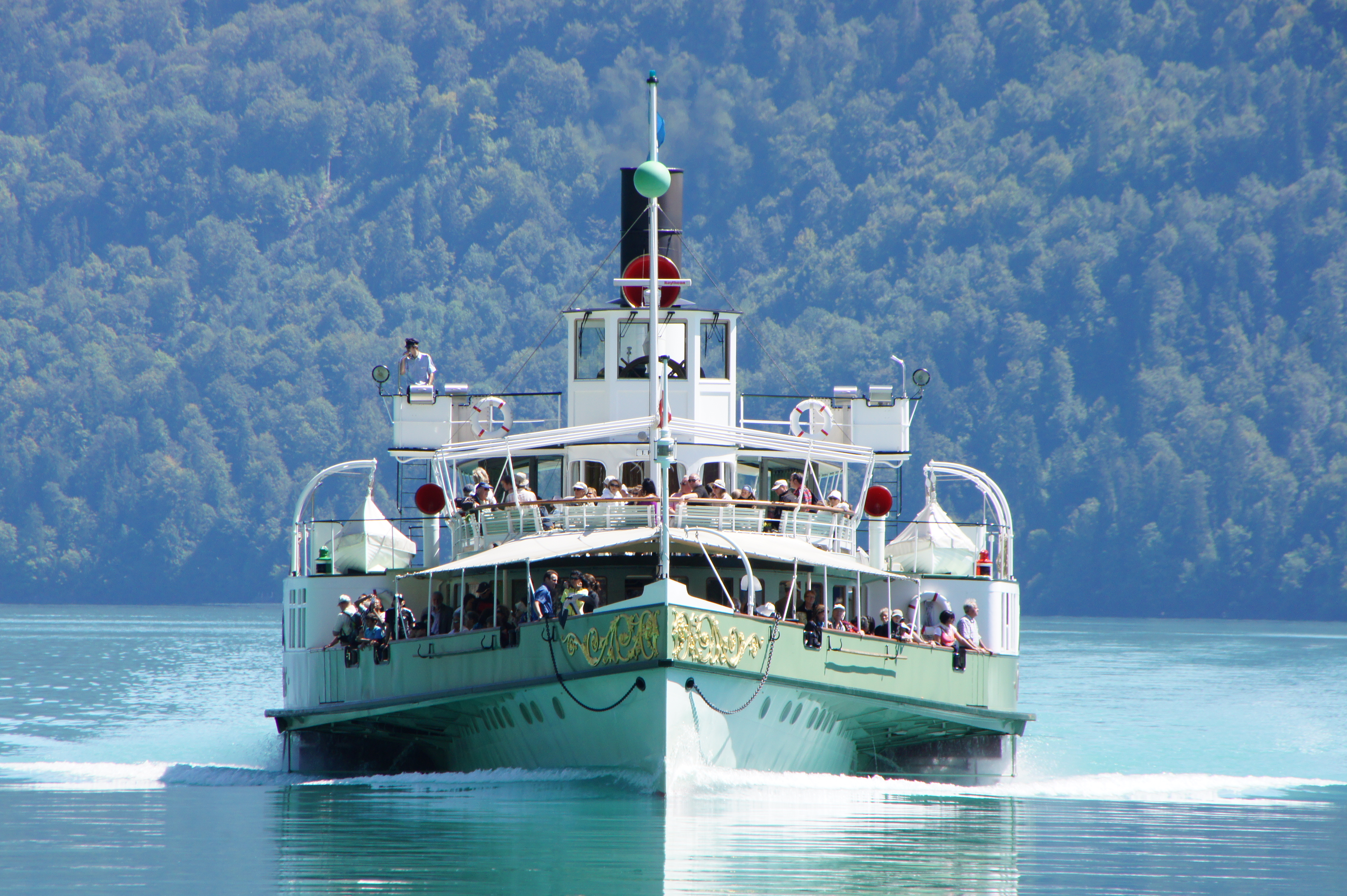
Raddampfer Lötschberg
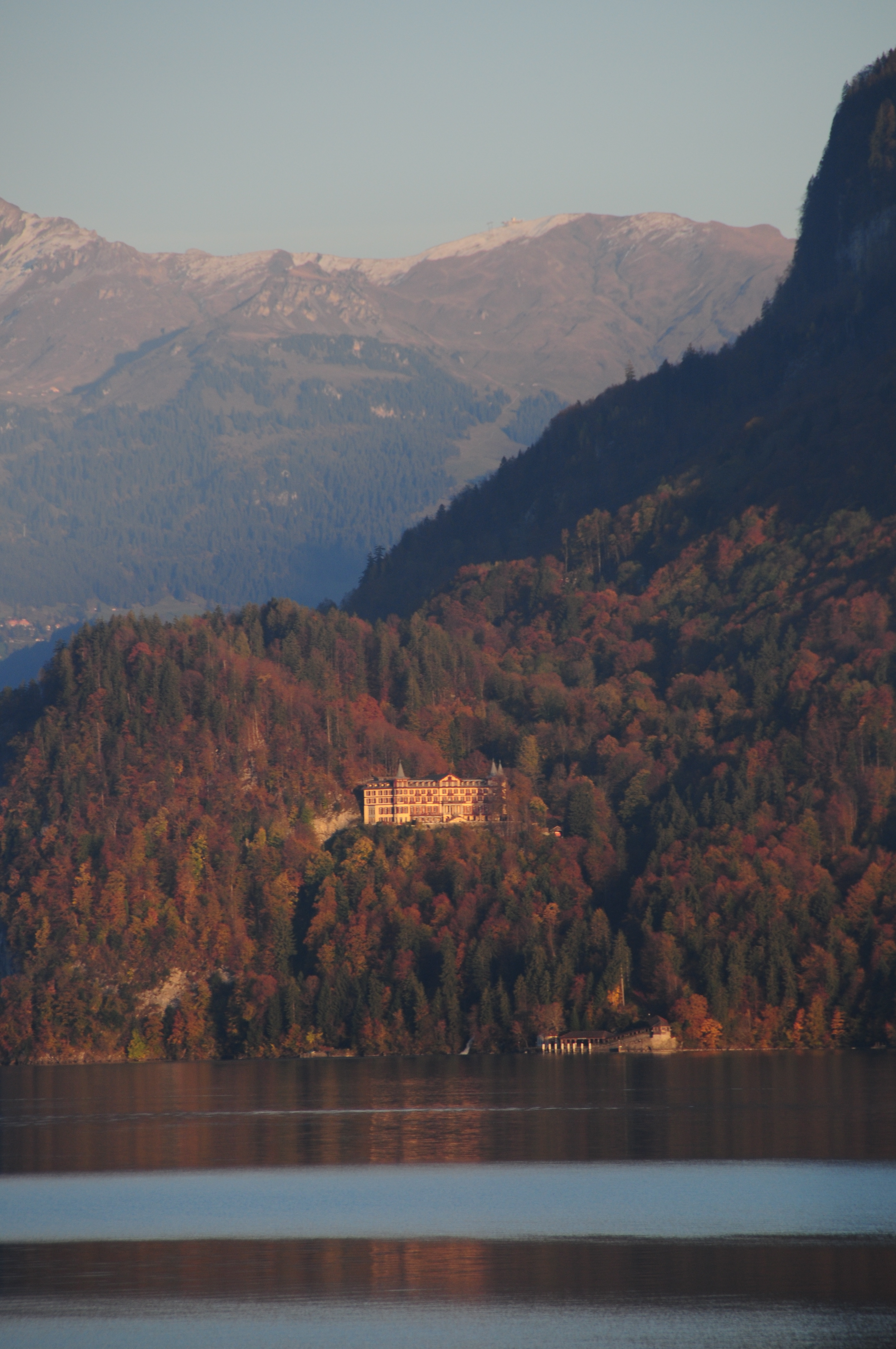
Das Grandhotel Giessbach, vom See aus gesehen
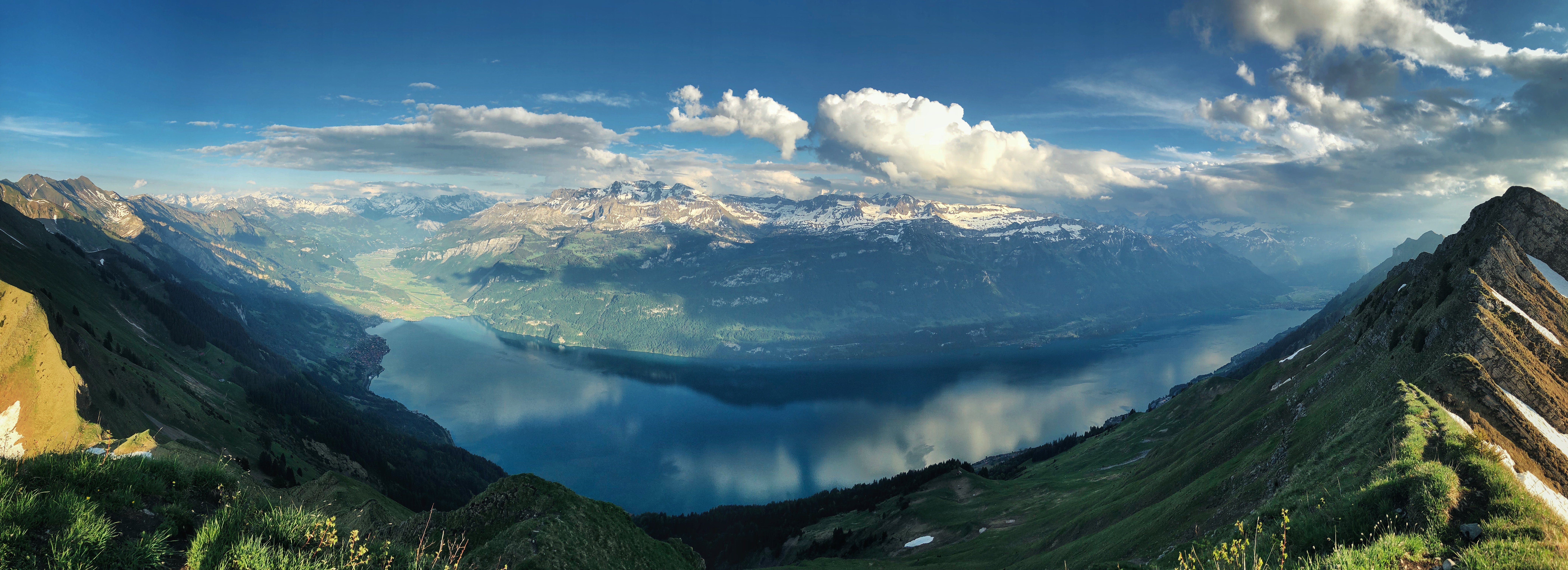
Sicht auf den Brienzersee aus dem Norden bei der Ällgäuwlicka

## Sonstiges
- Seit 1957 findet jährlich der Brienzerseelauf statt, bei dem in 35 km (bis 1985: 34,6 km) der See umrundet wird. Es ist damit der älteste Langstreckenlauf der Schweiz. Mittlerweile werden neben der Seeumrundung auch Halbmarathon, Staffel-, Jugend- und Pfüderi- (Kinder-) Rennen sowie ein 10-km-Lauf angeboten.[3]
- Die nur im Thuner- und im Brienzersee vorkommende Fischart Brienzlig wurde nach dem See benannt. Die Art Coregonus brienzii (Brienzer Kleinbalchen) ist die einzige endemische Felchenart des Brienzersees.[4]
- Brienzlinge wurden einst die zum Trocknen aufgefädelten kleinen Fische aus dem See genannt.[5]
- Auf dem Brienzersee war Elisabetha Grossmann zu Beginn des 19. Jahrhunderts als Schifferin tätig; sie galt als Touristenattraktion.
- Wie in anderen Schweizer Seen wurden im Brienzersee im 20. Jahrhundert mehrere hundert Tonnen Munition versenkt. Das ist eine der grösseren Mengen in Schweizer Seen.[6]